# Terence Young
Stewart Terence Herbert Young (Xangai, 20 de junho de 1915 – Cannes, 7 de setembro de 1994) foi um diretor de cinema britânico, mais conhecido por dirigir três filmes na saga James Bond, 007 Contra o Satânico Dr. No (1962), Moscou contra 007 (1963), e 007 Contra A Chantagem Atômica (1965).
Nasceu em Xangai, China, teve educação em uma escola pública britânica. Participou da 2ª Guerra Mundial, como comandante de tanque, na batalha de Arnhem, Países Baixos.
Morreu em Cannes, aos 79 anos, de um infarto no miocárdio.

## Carreira no cinema
Young começou a carreira como roteirista na década de 1940, trabalhando por exemplo, em Dangerous Moonlight (1941). Em 1946, ele foi co-diretor do filme Theirs is the Glory, onde foi adaptada a luta em volta da ponte de Arnhem. O seu primeiro trabalho solo de direção foi Corridor of Mirrors (1948), um aclamado filme feito na França.
Após dirigir poucos filmes Britânicos, Young começou a dirigir vários filmes para Irving Allen e Albert R. Broccoli, em sua produtora a Warwick Films, na década de 1960, incluindo The Red Beret com Alan Ladd. Essa associação fez com que ele recebesse a oferta para dirigir os dois primeiros filmes de James Bond.

### James Bond
| “ | "Terence Young FOI James Bond" | ” |

Há pouca dúvida sobre quem criou o perfil de Bond nos cinemas, o erudito, sofisticado, vestido em ternos da Savile Row, sempre espirituoso, e entendido em vinhos, confortável tanto em seu país como fora dele. Cotton disse, "Como Lois Maxwell relatou em uma das biografias de Connery, "Terence levou Sean sob sua manga. Chamava ele para jantar, mostrou-lhe como andar, como falar, até como comer. Parte do elenco comentou que Connery fazia exatamente a maneira de Young, mas ambos sabiam que estavam indo no caminho certo."
Durante as filmagens de Moscou Contra 007, Young e um fotógrafo quase morreram, quando o helicóptero caiu no mar durante as filmagens de uma cena. Eles foram resgatados por membros da equipe. Sempre uma pessoa resistente, Young voltou a trabalhar meia hora depois do resgate.

### Trabalhos posteriores
Young nunca fez nenhum filme popular em mais de 60 trabalhos, e isso inclui The Amorous Adventures of Moll Flanders como marido e mulher na equipe Richard Johnson e Kim Novak, Thunderball e Wait Until Dark com Audrey Hepburn.
Ele fez vários filmes na Europa, incluindo The Poppy Is Also a Flower (1965), Triple Cross (1967) - roteiro de Eddie Chapman estrelando Christopher Plummer, Mayerling (1968), L'Arbre de Noel (US: The Christmas Tree aka When Wolves Cry) starring William Holden (1969), e diversos filmes com Charles Bronson entre eles Red Sun, Cold Sweat e The Valachi Papers. Em adicional a seu trabalho como diretor, ele além de dirigir, também fazia o roteiro de Atout coeur à Tokyo pour O.S.S. 117.
Segundo Young, ele recebeu ofertas para dirigir For Your Eyes Only e Never Say Never Again, mas recusou ambas.
Ele também substituiu os diretores originais de The Klansman e The Jigsaw Man. Ele realizou também Bloodline e Inchon (1981), da obra de Sidney Sheldon. Young foi também o editor de The Long Days, uma telenovela de 6 horas de duração sobre a vida de Saddam Hussein.
Sua mulher foi a novelista Dorothea Bennett.